# François Billoux
François Billoux, född 21 maj 1903, död 14 januari 1978, var en fransk politiker.
Billoux var ursprungligen socialist, övergick till kommunistiska partiet och vann en inflytelserik ställning inom detta. 1926 blev han ledamot av partiets centralutskott, och var deputerad från 1936. Under kriget internerades han först i Frankrike sedan i Alger 1940-1943 varpå han frigavs. 1944 blev Billoux minister utan portfölj i befrielseutskottet och tillhörde till december 1946 Charles de Gaulle, Félix Gouin och Georges Bidaults regeringar som hälsominister, ekonomiminister och återuppbyggnadsminister. Januari-maj 1947 var han försvarsminister i Paul Ramadiers regering.